# ترنرز کراس، کرک
ترنرز کراس، کرک (به انگلیسی: Turners Cross, Cork) یک منطقهٔ مسکونی در ایرلند است که در شهرستان کورک واقع شده‌است.